# توماس إنغستروم (كاتب)
توماس إنغستروم (بالسويدية: Thomas Engström)‏ هو مترجم وكاتب سويدي، ولد في 1975.